# Схюлтенс, Ян Якоб
Ян Якоб Схюлтенс (нидерл. Jan Jacob Schultens; 19 сентября 1716, Франекер — 27 ноября 1778, Лейден) — нидерландский реформатский богослов, филолог, учёный-востоковед. Сын Алберта Схюлтенса, отец Хендрика Алберта Схюлтенса.
Изучал протестантское богословие в Лейденском университете. В 1742 году под руководством своего отца защитил диссертацию «De utilitate dialectorum orientalium ad tuendam integritatem codicis hebraei» на соискание степени доктора богословия. С 1744 года был профессором восточных языков в Херборнской академии, в 1749 году стал профессором богословия и восточных языков Лейденского университета, а с 1 февраля 1751 года возглавил богословский семинар при университете. В 1760/1761 учебном году был ректором университета.